# Max a peur de l'eau
Max a peur de l'eau est un court métrage français réalisé par Max Linder et sorti en 1912 (en France en 1913).

## Synopsis
Max a peur de l'eau, alors sa fiancée le met à l'épreuve d'aller chercher une bague qu'elle a jetée dans la mer.

## Fiche technique
- Titre : Max a peur de l'eau
- Titre alternatif : La Peur de l'eau
- Réalisation : Max Linder
- Scénario : Max Linder
- Société de production : Pathé Frères
- Pays d'origine :  France
- Langue : Français
- Métrage : 300 mètres
- Format : Noir et blanc — 35 mm — 1,33:1 — Muet
- Genre : Comédie
- Durée : 10 min
- Dates de sortie :
  -  Autriche-Hongrie : 6 décembre 1913
  -  France : 7 janvier 1913

## Distribution
- Max Linder : Max
- Lucy d'Orbel : Lili, sa fiancée